# Saverio Ragno
Saverio Ragno (n. 6 decembrie 1902, Trani, Apulia, Italia – d. 22 aprilie 1969, Sacile, Friuli-Veneția Giulia, Italia) a fost un scrimer italian, medaliat olimpic. A participat la 3 ediții ale Jocurilor Olimpice (1932, 1936, 1948) în care a câștigat o medalie de argint.